# Le Pouvoir des habitudes
Le Pouvoir des habitudes (sous-titré Changer un rien pour tout changer ; en anglais : The Power of Habit - Why We Do What We Do in Life and Business) est un livre de Charles Duhigg, journaliste et auteur de non-fiction américain, publié en février 2012 par Random House. Il explore la science derrière la création et la remodélation des habitudes. Le livre a atteint la liste des best-sellers du New York Times, Amazon.com et USA Today,,,. Il a été longtemps répertorié pour le Financial Times et McKinsey Business Book of the Year Award en 2012.

## Synopsis

### La boucle des habitudes
La boucle des habitudes est un schéma neurologique qui régit toute habitude. Il se compose de trois éléments : un signal, une routine et une récompense. Comprendre ces composants peut aider à comprendre comment changer de mauvaises habitudes ou en créer de bonnes. La boucle des habitudes commence toujours par un signal, un déclencheur qui transfère le cerveau dans un mode qui détermine automatiquement quelle habitude utiliser. Le cœur de l'habitude est une routine mentale, émotionnelle ou physique. Enfin, il y a une récompense, qui aide le cerveau à déterminer si cette boucle particulière mérite d'être rappelée pour l'avenir. Dans un article du New York Times, Duhigg note que « le signal et la récompense s'entremêlent neurologiquement jusqu'à ce qu'un sentiment d'envie émerge. »
Selon Duhigg, le besoin impérieux est le moteur de toutes les habitudes et est essentiel pour démarrer une nouvelle habitude ou en remodeler une ancienne. Duhigg décrit comment Procter and Gamble a utilisé la recherche sur la boucle des habitudes et son lien avec les fringales pour développer le marché de Febreze, un produit qui élimine les mauvaises odeurs, pour faire fortune.

### Règle d'or du changement d'habitude
La Règle d'or du changement d'habitude consiste à arrêter les habitudes addictives et à les remplacer par des nouvelles. Elle stipule que si vous gardez le signal initial, remplacez la routine et conservez la récompense, le changement finira par se produire, bien que les personnes qui ne croient pas en ce qu'elles font ont plus de chances d'abandonner. La croyance est un élément essentiel d'un tel changement, bien qu'elle puisse être structurée de plusieurs façons, y compris en groupe. Souvent, les personnes qui rejoignent des groupes comme les groupes de responsabilisation s'en sortent mieux que celles qui agissent seules en tant qu'individus. Charles Duhigg a utilisé plusieurs exemples pour illustrer son argument, notamment le cas de Bill Wilson, un alcoolique en rétablissement qui a créé les Alcooliques Anonymes après avoir retrouvé la foi. Dans le livre, il a également discuté de la « volonté » et de son rôle dans la création d'une habitude.

### Habitudes clés de voûte
Une habitude clé de voûte est un modèle individuel qui est involontairement capable de déclencher d'autres habitudes dans la vie des gens. Duhigg a écrit sur la société Alcoa et sur la façon dont le PDG Paul H. O'Neill a pu augmenter la capitalisation boursière de la société de 27 milliards de dollars en ciblant la sécurité dans l'environnement de travail. O'Neil a déclaré : « Je savais que je devais transformer Alcoa, ... mais pas ordonner aux gens de changer, ce n'est pas ainsi que fonctionne le cerveau. J'ai donc décidé que j'allais commencer par me concentrer sur une chose. Si je pouvais commencer à perturber les habitudes autour d'une chose, cela se répandrait dans toute l'entreprise. »

### Entraînement
En février 2020, Charles Duhigg s'est associé à VitalSmarts, une société de formation en entreprise, pour publier The Power of Habit Training. Ce cours en une journée enseigne aux gens la science de la création des habitudes introduite dans le livre. Les apprenants acquièrent des compétences pour reconnaître les comportements qu'ils devraient changer et comment faire en sorte que les nouveaux comportements restent, en manipulant la boucle des habitudes en leur faveur. Le cours est offert dans des formats en direct, virtuels et à la demande et est enseigné dans des ateliers publics en ligne et dans le monde entier.